# Коллекционер (Marvel Comics)
Коллекционер (англ. The Collector) — персонаж из комиксов компании «Marvel», впервые появившийся в Серебряном веке комиксов.

## Биография
Танелиир Тиван — один из Старейшин Вселенной, пришедший в самосознание миллиарды лет назад на планете Cygnus X-1. Это чрезвычайно влиятельный персонаж, владеющий Исконной Властью. Первоначально появился в форме хилого, пожилого гуманоида, но позже приобрёл более сильный физический облик, который, является его истинной формой.
В течение миллионов лет Коллекционер жил вместе с женой Матани и дочкой Кариной на неизвестной планете, проводя дни в раздумьях и исследованиях. Три миллиарда лет назад его жена потеряла желание жить и оставила своё бессмертие, и тогда Коллекционер понял, что для поддержания своего собственного здравомыслия ему необходимо хобби, и он начал собирать разные экспонаты и формы жизни со всей вселенной. В конечном счёте его навязчивая идея достигла таких высот, что он собирал всё, что считал редким или ценным, часто только ради сбора.
Также он обладал даром пророчества, что позволяло ему предвидеть потенциальные бедствия. Это позволило ему предвидеть рост влияния Таноса, что могло поставить под угрозу Старейшин. Чтобы защитить жизнь во вселенной, Коллекционер создал массивный музей бесчисленных форм жизни, чтобы бережно хранить их от Таноса. Какое-то время он даже обладал одним из шести камней Бесконечности, и не осознавал его истинную власть, пока Танос не забрал его.
В современную эру Коллекционер отправился на Землю. Он захватил Осу, и хотел захватить других Мстителей, но был побеждён ими. Позже он поработил Тора, снова захватил Осу и пытался заполучить других Мстителей, для своей коллекции, но опять потерпел поражение. Затем он заставил Железного человека служить своей пешкой против воина Вэла-Ларра.

### Сага Корвака
После того, как Танос был побеждён супергероями Земли, Коллекционер предвидел вторую большую угрозу — Корвак, чудовищный киборг, принявший образ человека по имени Майкл в 20-м веке, в Нью-Йорке. Мстители также знали о новой угрозе, но не знали его личности. В попытке защитить их, Коллекционер захватил некоторых из них к себе в коллекцию, и планировал заручиться их помощью, но когда прибыла вторая группа Мстителей, они победили его в бою.
Чувствуя, что его конец близок, Коллекционер признался, что узнав о Корваке, он превратил собственную дочь Карину в шпионку и живое оружие, чтобы использовать против Корвака, наделив её силой Исконной Власти. Также он собирался рассказать Мстителям кто их враг, но Майкл, узнав о его двуличности, с помощью своей космической силы, разорвал Коллекционера на атомы, тем самым доказывая предсказание Танелиир Тивана.

### Последующие действия
Спустя некоторое время один из Старейшин, известный как Грандмастер, играл в игру, названную «Соревнованием Чемпионов» со Смертью, в результате которой Смерть должна была воскресить Коллекционера.
Танелиир Тиван помогал своим коллегам Старейшинам в заговоре с целью убийства Галактуса и воссоздание вселенной, но заговор был сорван Серебряным Сёрфером, а Коллекционер был поглощён Галактусом. Так как Смерть поклялась, что Старейшины больше не могут умереть, она вызвала у Галактуса «космическое несварение». Коллекционер был одним из четырёх Старейшин, которые помогли Серебряному Сёрферу и Нове победить Галактуса. Как только сражение закончилось, пять Старейшин использовали свои драгоценные камни Бесконечности, чтобы мгновенно отдалиться очень далеко от Галактуса и его мести. Позже он отдал свой драгоценный камень Бесконечности Таносу в обмен на Раннера, которого Танос держал в плену. Но Раннер победил Коллекционера, чтобы не попасть к нему в коллекцию.

## Силы и способности
Коллекционер обладает способностью управлять космической энергией для различных эффектов, включая выступающие ударной волной пучки силы и увеличение его размеров и массы по своему усмотрению. Его дар пророчества даёт ему краткие видения будущего, хотя для того, чтобы идентифицировать людей, он должен медитировать в течение длительного времени, в видениях он также видит и настоящее. Также у него есть телепатические способности, которые позволяют ему общаться с другими Старейшинами. Из-за клятвы Смерти он и другие Старейшины не могут умереть и являются бессмертными.
Танелиир Тиван имеет обширные знания и понимание передовой науки и технологий многочисленных инопланетных миров, а также набор устройств и артефактов из этих миров. Его бронированный боевой костюм изготовлен из специального металла, усиливает силу владельца до сверхчеловеческого уровня, также у него есть самолёты, которые позволяют ему путешествовать по мирам. Он использует различное оружие из разных периодов времени и разных миров. Среди его арсенала из прошлого Земли есть катапульты, тибетские хрустальные шары, которые испускают мистические лучи, и волшебные бобы, которые могут вызвать в воображении гигантов воинов. Он обладает волшебной лампой, которая может вызвать четырёхглавого джинна с мистическими силами. Его коробки, так называемые межпространственные ловушки, могут ослабить силу жертвы или здравомыслие. Коллекционер также имеет зоопарк чужеродных животных, которых он может выпустить, чтобы они нападали на его противников. Среди прочего у него есть: Зелье послушания, с помощью которого он может заставить жертву выполнять его приказы; Космический наблюдатель, с помощью которого он может наблюдать за событиями в различных мирах; Каймелиан — устройства, напоминающее флейту, с её помощью он может общаться с другими живыми существами. Прежде он обладал драгоценным камнем Бесконечности, который мог управлять действительностью, но он не понимал его власти.

## Вне комиксов

### Кино
- Бенисио Дель Торо исполнил роль Коллекционера в фильме «Тор 2: Царство тьмы», являющегося частью кинематографической вселенной Marvel[1]. В сцене после титров показывается как Вольштагг[англ.] и Сиф передают Коллекционеру на хранение Эфир, так как опасаются хранить его в Асгарде одновременно с Тессерактом. В последней сцене Коллекционер произносит фразу: «Один есть, пять осталось».
- В фильме «Стражи Галактики» 2014 года[2] Танелиир Тиван покупает сферу, внутри которой находится Камень Бесконечности. Рабыня Коллекционера пытается украсть Камень, чтобы освободиться из рабства (путём самоубийства; но очевидно она хотела стать несокрушимо сильной и сбежать) и происходит взрыв, уничтожающий музей Тивана. В сцене после титров Танелиир Тиван сидит на развалинах своего музея и с горя пьёт. К нему подходит его бывший экспонат — советская собака-космонавт Космо (персонаж-комиксов про «Стражей Галактики») и тыкается в его лицо. На что другой образец его коллекции — антропоморфная утка Говард — с удивлением реагирует.
- Дель Торо повторил роль Коллекционера в фильме «Мстители: Война бесконечности». Когда Стражи Галактики прилетают на «Забвение», то видят, что Танос пытает его, чтобы узнать, где Камень Реальности[3]. Судьба Коллекционера не показана в картине, однако, по словам дель Дель Торо, персонаж выжил после событий фильма[4].
- Альтернативный вариант Коллекционера, — являющийся безжалостным бандитом, — появляется в серии «Что, если… Т’Чалла стал бы Звёздным Лордом?» мультсериала Disney+ «Что, если…?», а Дель Торо озвучил его[5].

### Телевидение
- «Халк и агенты СМЭШ»
- «Совершенный Человек-паук»
- «Стражи Галактики»

### Книги
- «Мстители: Война Бесконечности. История Камней. Истоки»